# Pondorfbach
Der Pondorfbach ist ein 2,5 km langer, linker Zufluss der Ascha im Landkreis Schwandorf in der Oberpfalz in Bayern.
Ein linker Quellbach entspringt am Südwesthang des Signalberges, östlich von Pondorf und fließt in westlicher Richtung.
Ein rechter, etwas kürzerer Quellbach entspringt bei einem nördlich gelegenen Aussiedlerhof von Pondorf.
Dieser Quellbach fließt in südlicher Richtung am Waldrand entlang.
Etwa 400 Meter östlich von Pondorf vereinigen sich die beiden Quellbäche.
Der Pondorfbach fließt nun nach Westen am südlichen Ortsrand von Pondorf entlang.
Er fließt durch das flache Tal, das vom 589 Meter hohen Deimbühl im Norden und vom 598 Meter hohen Hügel Auf der Höhe im Süden gebildet wird.
In einem Feuchtgebiet westlich von Pondorf nimmt der Pondorfbach einen von Süden kommenden namenlosen Bach auf.
Er fließt weiter nach Westen und mündet südlich von Aschamühle in die Ascha.
Kurz vor seiner Mündung unterquert der Pondorfbach zunächst den Bayerisch-Böhmischen Freundschaftsweg, der sich auf der ehemaligen Bahnstrecke Nabburg–Schönsee befindet, und dann die Staatsstraße 2152.